# Dvurétxnoie
Dvurétxnoie (en rus: Двуречное) és un poble del krai de Krasnoiarsk, a Rússia, que en el cens del 2010 tenia 715 habitants. Pertany al districte de Zaoziorni.